# Liste der Monuments historiques in Geneuille
Die Liste der Monuments historiques in Geneuille führt die Monuments historiques in der französischen Gemeinde Geneuille auf.

## Liste der Objekte
| Bezeichnung | Beschreibung                   | Standort                                    | Kennzeichnung | Schutzstatus | Datum | Bild |
| ----------- | ------------------------------ | ------------------------------------------- | ------------- | ------------ | ----- | ---- |
| Gittertür   | Schmiedeeisen, 18. Jahrhundert | in der Kirche Nativité-de-Notre-Dame (Lage) | PM25002141    | Inscrit      | 1987  |      |
| Glocke      | Bronze, 1788 gegossen          | in der Kirche Nativité-de-Notre-Dame (Lage) | PM25000737    | Classé       | 1942  |      |